# Логвинов, Станислав Александрович
Станислав Александрович Логвинов (10 июня 1946 — 2 мая 2018) — советский и российский учёный, кандидат экономических наук, профессор.
Автор более 120 научных и учебно-методических трудов, часть из них опубликована за рубежом (Польша, Болгария).

## Биография
Родился 10 июня 1946 года в городе Бугульма Татарской АССР. 
В 1964 году поступил в Московский финансовый институт (МФИ, ныне Финансовый университет при Правительстве РФ) на учетно-экономический факультет, который окончил с отличием в 1968 году. После завершения учебы в МФИ был призван в ряды Советской армии, где в течение двух лет занимал должность начальника финансового довольствия ракетного дивизиона. В августе 1970 года Станислав Александрович был демобилизован и в октябре этого же года принят в аспирантуру на кафедру планирования народного хозяйства МФИ. Ученая степень кандидата экономических наук была присуждена ему в ноябре 1975 года.
На должность ассистента кафедры планирования народного хозяйства С.А. Логвинов был зачислен в октябре 1973 года, старшим преподавателем был назначен в мае 1976 года, на должности доцента находился с июня 1979 года. В 1996 году Логвинов был назначен заместителем заведующего кафедрой “Менеджмент", а в мае 1998 года — заместителем директора Института государственной службы Финансовой академии по совместительству. С 2003 по 2008 год был деканом факультета управления. С августа 2008 по декабрь 2015 года — заместителем заведующего кафедрой, а с декабря 2015 года — профессором кафедры “Государственное муниципальное и корпоративное управление”.
За 30 лет работы в Финансовом университете, С. А. Логвинов принял участие в подготовке более 5000 специалистов в финансово-кредитной сфере, воспитал многих кандидатов экономических наук. В 1996—1998 годах он являлся членом постоянно действующей учебно-методической комиссии. С 1980 по 2001 годы — членом диссертационного совета по присуждению ученой степени кандидата экономических наук по специальности “Экономическая теория” и “Экономика и управление народным хозяйством”. Под его руководством защитили кандидатские диссертации 11 аспирантов.
Скончался 2 мая 2018 года в Москве.
Удостоен званий «Заслуженный работник высшей школы Российской Федерации» (2002 год), «Почетный работник высшего профессионального образования Российской Федерации», «Почетный работник Финансовой академии». Награжден медалями, в числе которых «В память 850-летия Москвы».
Является автором работы, посвященной Михаилу Захаровичу Бору и 95-летию Финансового университета.